# Andréas Michalakópulos
Andréas Michalakópulos (em grego: Ανδρέας Μιχαλακόπουλος) (n. 1876; Atenas - f. 1938) foi um político da Grécia. Ocupou o cargo de primeiro-ministro da Grécia de 7 de Outubro de 1924 até 26 de Junho de 1925.

## Carreira
Foi membro sênior do Partido Liberal e associado próximo de seu fundador, o estadista grego Eleftherios Venizelos, por mais de 20 anos. Com Venizelos participou das negociações para os tratados internacionais de Sèvres e Lausanne, e co-assinou como Ministro das Relações Exteriores a Convenção de Amizade Greco-Turca (também conhecida como Tratado de Ancara) em 30 de outubro de 1930.
Ocupou cargos importantes em vários governos liderados por Eleftherios Venizelos, Alexandros Zaimis e Konstantinos Tsaldaris; Ministro dos Negócios Estrangeiros (1928-33), Ministro da Economia (1912-916), Ministro da Agricultura (1917-1918, 1920), Ministro dos Assuntos Militares (1918).